# Hasmonäer-Brigade

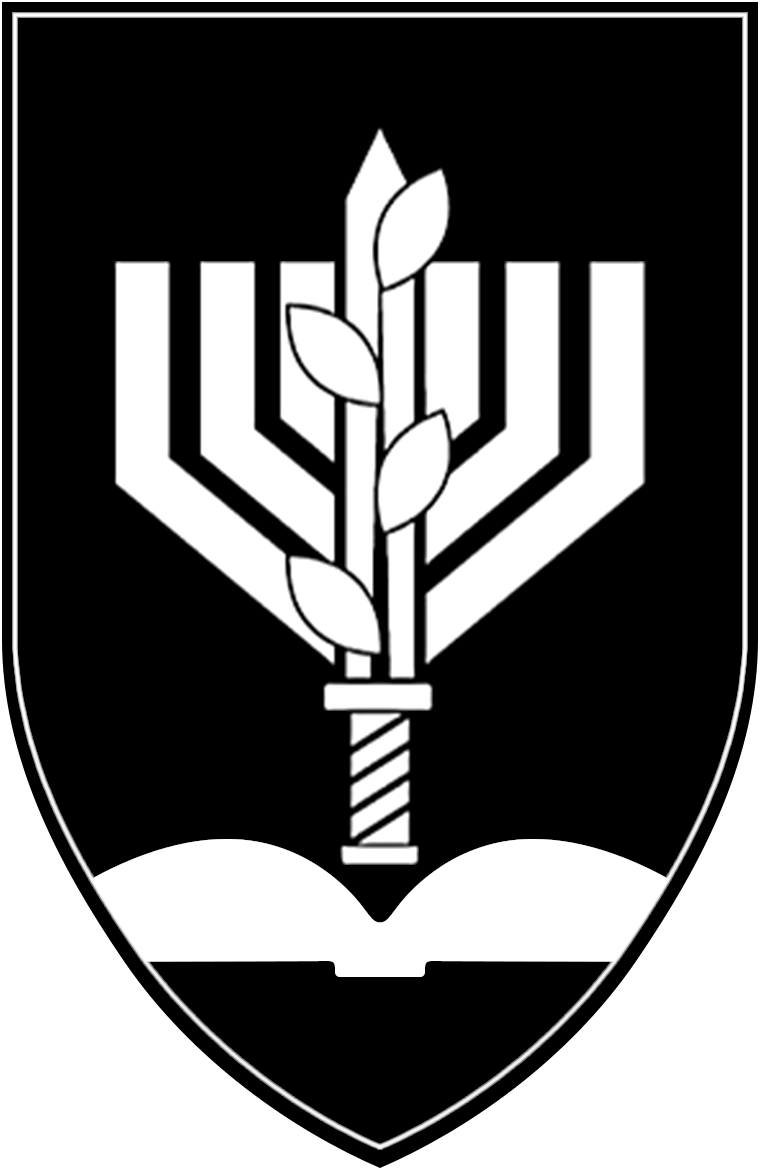
Wappen der Hasmonäer-Brigade

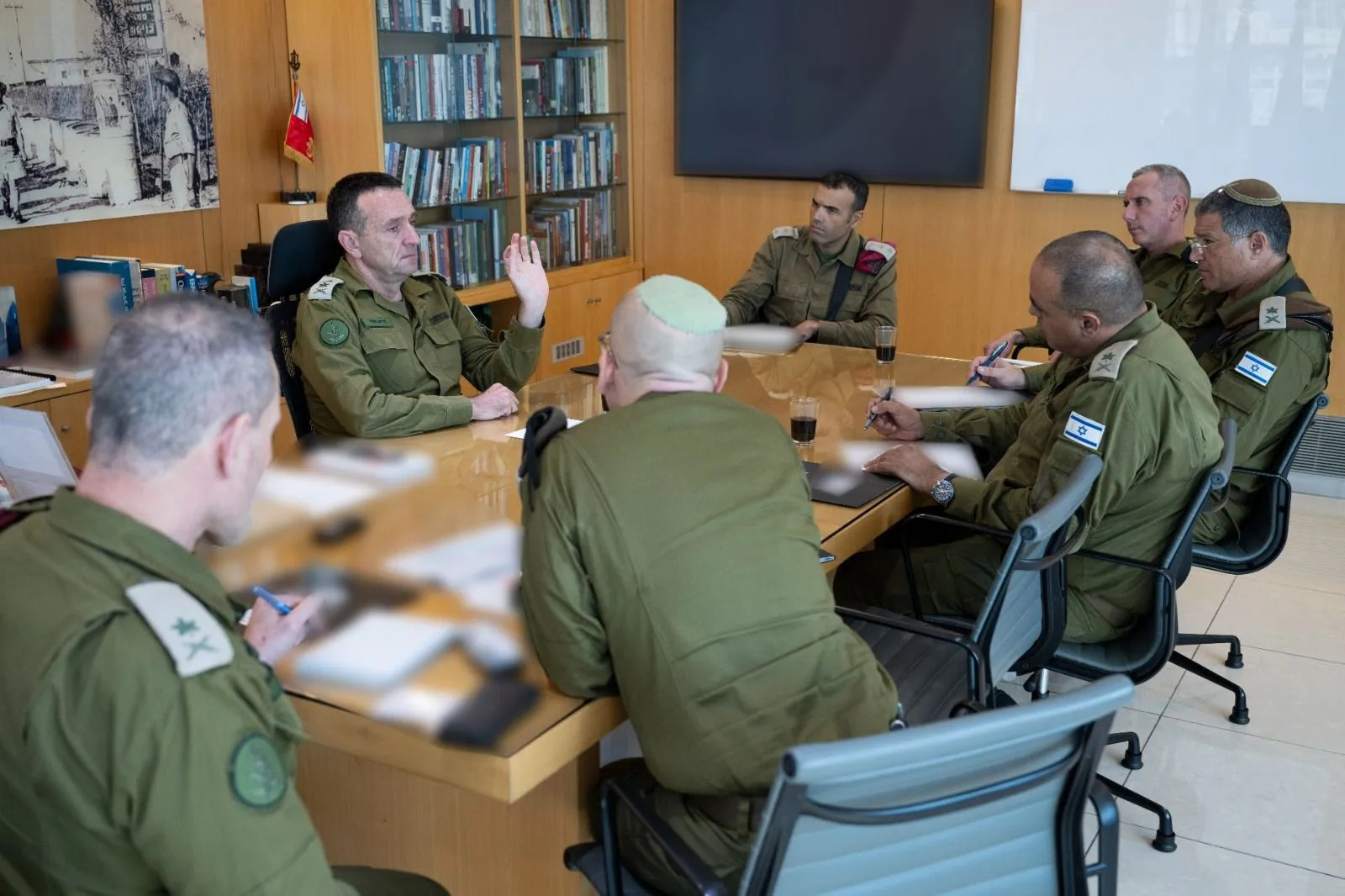
Gründung der Hasmonäer-Brigade im November 2024

Die Hasmonäer-Brigade (hebräisch חטיבת החשמונאים) ist ein Großverband des israelischen Heeres. Sie wurde Ende 2024 gegründet, um ultraorthodoxen Soldaten eine Möglichkeit zu bieten, ihren Militärdienst unter Berücksichtigung ihrer religiösen Lebensweise zu absolvieren. Die Brigade wird drei Bataillone von Haredi-Soldaten umfassen, darunter zwei reguläre Infanteriebataillone mit vollem Dienst und ein Haredi-Reservebataillon.

## Situation vor Gründung
Die Frage der Wehrdienstbefreiung für ultraorthodoxe Männer (Haredim) ist eines der umstrittensten gesellschaftlichen Themen in Israel. Seit der Staatsgründung 1948 existierte eine Regelung, die es Männern erlaubte, die Wehrpflicht zu umgehen, sofern sie sich ausschließlichdem Studium religiöser Texte widmen („Torato Omanuto“ – „Die Tora ist ihre Berufung“). Doch die wachsende Haredi-Bevölkerung und die damit steigende Zahl der Befreiungen führen seit Jahren zu hitzigen Debatten.
Vor der Gründung der Hasmonäer-Brigade gab es auch schon einige andere Programme für ultraorthodoxe Soldaten in der israelischen Armee. Die  israelischen Verteidigungsstreitkräfte (IDF) hatten spezielle Einheiten und Anpassungen für Haredi-Männer geschaffen, um ihnen den Dienst zu ermöglichen, ohne ihren religiösen Lebensstil zu kompromittieren: koscheres Essen, das tägliche Studium der Thora auch während der Dienstzeit, Einhaltung der Gebetszeiten und ein Fluchverbot in Anwesenheit von Haredim. 1998 wurde von Jehuda Duvdevani die erste Haredim-Einheit der IDF, die Nahal Haredim, gegründet.
1999 wurde das Netzach-Jehuda-Bataillon gegründet, um ultraorthodoxen Haredi-Juden den Militärdienst zu ermöglichen, indem es eine Umgebung schuf, die ihren religiösen Überzeugungen entspricht. Alle Nahrungsmittel entsprechen den orthodoxen Regeln, am Samstag gibt es keinen Dienst und in den Unterkünften und Militärbasen sind nur Männer zugelassen. In dem Bataillon dienen neben ultraorthodoxen Juden auch Soldaten aus anderen gesellschaftlichen Gruppen. Das Netzach-Jehuda-Bataillon war vor allem im Westjordanland eingesetzt; Ende 2022 wurde die gesamte Einheit als Reaktion auf ausufernde Gewalt gegen Palästinenser und zahlreiche Rechtsverstöße in den Norden Israels und auf die Golanhöhen verlegt. Das Bataillon wurde in der Vergangenheit mit Menschenrechtsverletzungen in Verbindung gebracht, was Kritik und die Androhung von Sanktionen auslöste.
Ein weiteres Beispiel ist das Technikerprogramm der israelischen Luftwaffe, das speziell für Haredi-Männer eingerichtet wurde, um sie zu integrieren. Die ultra-orthodoxe Technikereinheit wartet auf dem Stützpunkt Ramat David im Norden Israels Kampfjets und deren Waffensysteme. Die Luftwaffe nahm in Form von separater Unterbringung, streng-koscherer Küche und der Errichtung einer Synagoge auf dem Stützpunkt Anpassungen an die orthodoxen Bedürfnisse vor. Es gab folglich bereits Haredi-Einheiten innerhalb der IDF, allerdings keine vollständig ultraorthodoxe Kampfeinheit.
Der Oberste Gerichtshof stufte die Ausnahmeregelung für Ultraorthodoxe als diskrimierend ein und urteilte einstimmig, dass zukünftig auch ultraorthodoxe Juden zum Militärdienst eingezuziehen seien. In der Urteilsbegründung heißt es: „Auf dem Höhepunkt eines harten Krieges ist die Belastung durch eine ungleiche Verteilung der Bürde größer denn je und erfordert eine Lösung.“ Anstatt per Gesetz die Rekrutierungschancen innerhalb der ultraorthodoxen Gemeinschaft zu erhöhen, waren in dem Gesetzentwurf der rechtsreligiöse Koalition Haredim bis zum Alter von 35 Jahren vollständig vom Militärdienst befreit und es waren keine Sanktionen für Wehrdienstverweigerer vorgesehen. Auch der öffentliche Druck ist aufgrund des lang anhaltenden Krieges gestiegen, denn es mangelt an Soldaten. Seit dem 7. Oktober 2023 wurden 825 Soldaten getötet und 300.000 Bürger zum Reservedienst einberufen, während sich von den jährlich durchschnittlich 13.000 ultraorthodoxen 18-Jährigen weniger als zehn Prozent zum Dienst meldeten. Der Anteil der Haredim lag vor 40 Jahren bei etwa 4 % der Bevölkerung, 2024 betrug er circa 12 % und wird in den nächsten 25 Jahren voraussichtlich auf über 20 % steigen. Laut dem Israelischen Demokratie-Institut liegt die Wachstumsrate der ultraorthodoxen Bevölkerung mit vier Prozent über dem der Gesamtbevölkerung. Im Sommer 2024 wurden rund 3000 ultraorthodoxe Männer einberufen, bis März 2025 waren es 10.000.

## Geschichte

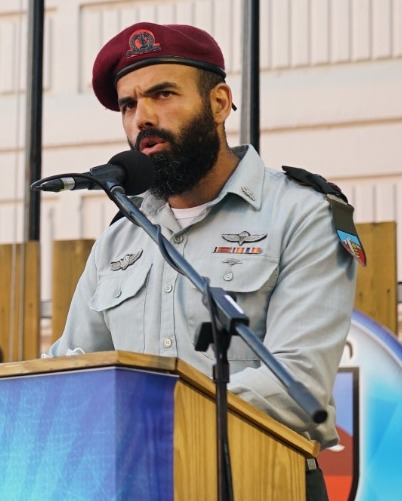
Der erste Kommandant Avinoam Emunah

Die Einrichtung einer Haredim-Brigade soll in der ultraorthodoxen Gemeinschaft die Unterstützung des Militärdienstes fördern. Zu diesem Zweck wurde auch die Zustimmung von Rabbinern angestrebt, daher führten hochrangige Militärs vorbereitende Gespräche mit prominenten orthodoxen Rabbinern und religiösen Führern, u. a. mit Rabbi Moshe Hillel Hirsch, einer führenden litauischen ultraorthodoxen Autorität. Im Dezember 2024 haben die IDF die Hasmonäer-Brigade ins Leben gerufen. Im Jordantal wurde der Ausbildungsstützpunkt Tebetz den Bedürfnissen ultraorthodoxer Soldaten angepasst. So wurden etwa vier neue Synagogen und ein spezielle Infrastruktur errichtet. Die Kosten betrugen 46 Millionen Dollar. Die dort ausgebildeten Soldaten sollten Teil einer Standard-Infanteriebrigade werden. Mit dem Aufbau der Brigade ist als erster Kommandeur Oberst Avinoam Emunah betraut, der Generalmajor David Zini unterstellt ist.
Im Januar 2025 wurden die ersten 50 ultraorthodoxen Soldaten im Einberufungszentrum Tel Hashomer in Ramat Gan für die erste reguläre Kompanie der Hasmonäer-Brigade eingezogen, 100 ältere Haredi-Männer wurden für die erste Reservekompanie der Brigade verpflichtet und sollen sechs Monate lang ausgebildet werden. Die Kompanien sollen jeweils 60 bis 80 Mann stark sein.
Die Vereidigung fand am Grab der Makkabäer in Modiʿin ohne den traditionellen Eid, der aus religiösen Gründen abgelehnt wird, statt, es wurden religiöse Lieder abgespielt. Das Publikum war nach Geschlechtern getrennt. Der Rabbiner der Brigade, Rabbi Moshe Korkus, segnete die Soldaten, ein Offizier leitete ein „Siyum Masechet“, ein besonderes Gebet. Am Ende der Veranstaltung wurde neben der israelischen Nationalhymne auch Mimkomcha Malkeinu Tofiah, ein traditionelles Gebet am Sabbat, gesungen.
Als Reaktion auf die Vereidigung wurde David Zini einige Tage später von einem Mob ultraorthodoxer Juden der antizionistischen Gruppierung Peleg Yerushalmi auf offener Straße in Bnei Berak angegriffen.
Laut Verteidigungsminister Israel Katz sei es das Ziel, ab 2032 jeweils 50 % der ultraorthodoxen Männer einzuziehen, die das 18. Lebensjahr vollenden. Zukünftig sollen Haredi-Soldaten in der Hasmonäer-Brigade ihre Grundausbildung, Spezialkurse, Kommandantenkurse und die Offiziersausbildung absolvieren können.
Im Juni 2025 startete der erste Einsatz der Brigade im Gazastreifen im Krieg Israels gegen die Hamas.

## Namensgebung
Der Name Hasmonäer-Brigade bezieht sich auf die historische Hasmonäer-Dynastie, die im 2. Jahrhundert v. Chr. aus dem Aufstand der Makkabäer gegen die Seleukiden hervorging. In der Zeit der Hasmonäer wurde Judäa erstmals zu einem selbständigen Staat. Die Befreiung von hellenistischen Herrschaft wird an Chanukka gefeiert. Die Streitkräfte wollten diese Symbolik nutzen und legten die Gründung der Hasmonäer-Brigade in die Chanukkazeit.

## Anpassung an Bedürfnisse der Haredim
Das Verteidigungsministerium definiert die Hasmonäer-Brigade als „eine ausgewählte Einheit, die erste Haredi-Einheit in den IDF, deren Ziel es ist, einem Haredi-Soldaten zu ermöglichen, in einem Rahmen zu dienen, der seinem Lebensstil entspricht und seine Identität bewahrt.“ Um die Vereinbarkeit von Militärdienst und religiösem Leben zu gewährleisten, gibt es Regelungen zur Einhaltung religiöser Vorschriften, Zeit für das Torastudium und rabbinische Aufsicht.
Alle Kurse und Schulungen für die Soldaten der Brigade werden intern durchgeführt, um eine Vermischung mit nicht-orthodoxen Einheiten zu vermeiden. Kommandanten der Brigade sind gläubige Juden, die sich selbst als gottesfürchtig bezeichnen. Von den Rekruten der Hasmonäer-Brigade wird eine streng halachische Lebensweise verlangt, alle Rekruten müssen ein entsprechendes Dokument unterschreiben. Dies beinhaltet eine „saubere“ Sprache, die Beibehaltung von Bärten und Schläfenlocken sowie das Tragen von Schabbatkleidung einschließlich Anzug und Hut während der Schabbatgebete und -mahlzeiten. Die Soldaten müssen dreimal täglich an Gebeten teilnehmen und sich eine Stunde dem Studium der Tora widmen. Auch „koschere Telefone“, d. h. Geräte, auf denen soziale Medien und die meisten anderen Apps gesperrt sind, sind vorgesehen. Koschere Telefone bieten unter anderem keinen Internetzugang und keine Möglichkeit, Textnachrichten oder E-Mails zu versenden. In der Hasmonäer-Brigade entscheiden die Offiziere über die Filter und Einstellungen der Telefone. Medien dürfen nicht auf den Stützpunkt gebracht werden, außerdem herrscht eine strikte Geschlechtertrennung.

## Kritik
Die Gründung der Hasmonäer-Brigade wurde sowohl positiv als auch kritisch aufgenommen. Befürworter sehen sie als wichtigen Schritt zur Integration ultraorthodoxer Männer in die israelischen Streitkräfte. Viele Haredi-Rabbis sollen in der Hasmonäer-Brigade eine geeignete Alternative für die Haredim, die sich nicht dem Studium der Tora widmen, sehen.
Teilweise wird von den Haredim offener Widerstand geleistet. So versammelten sich etwa 2025 Haredim massenhaft um zwei Einberufungsbüros und blockierten diese, um Haredim daran zu hindern, sich für die Haschmonäer-Brigade zu melden. Laut Shai Stern, Leiter des in Jerusalem ansässigen Instituts für Strategie und Haredi-Politik, verweigert die Haredim-Gesellschaft die Einberufung trotz der Einrichtung spezieller Brigaden, die dem ultraorthodoxen Lebensstil Rechnung tragen. Er führt dies auch auf die sozialen Folgen des Militärdienstes und mangelndes Vertrauen in die IDF zurück.